# تشاك هوبرمان
تشاك هوبرمان (بالإنجليزية: Chuck Hoberman)‏ هو مهندس ومخترِع ومهندس معماري وشخصية أعمال أمريكي، ولد في 1956 في كامبريدج في الولايات المتحدة.

## وصلات خارجية
- تشاك هوبرمان على موقع إن إن دي بي (الإنجليزية)